# Corona di Giorgio I

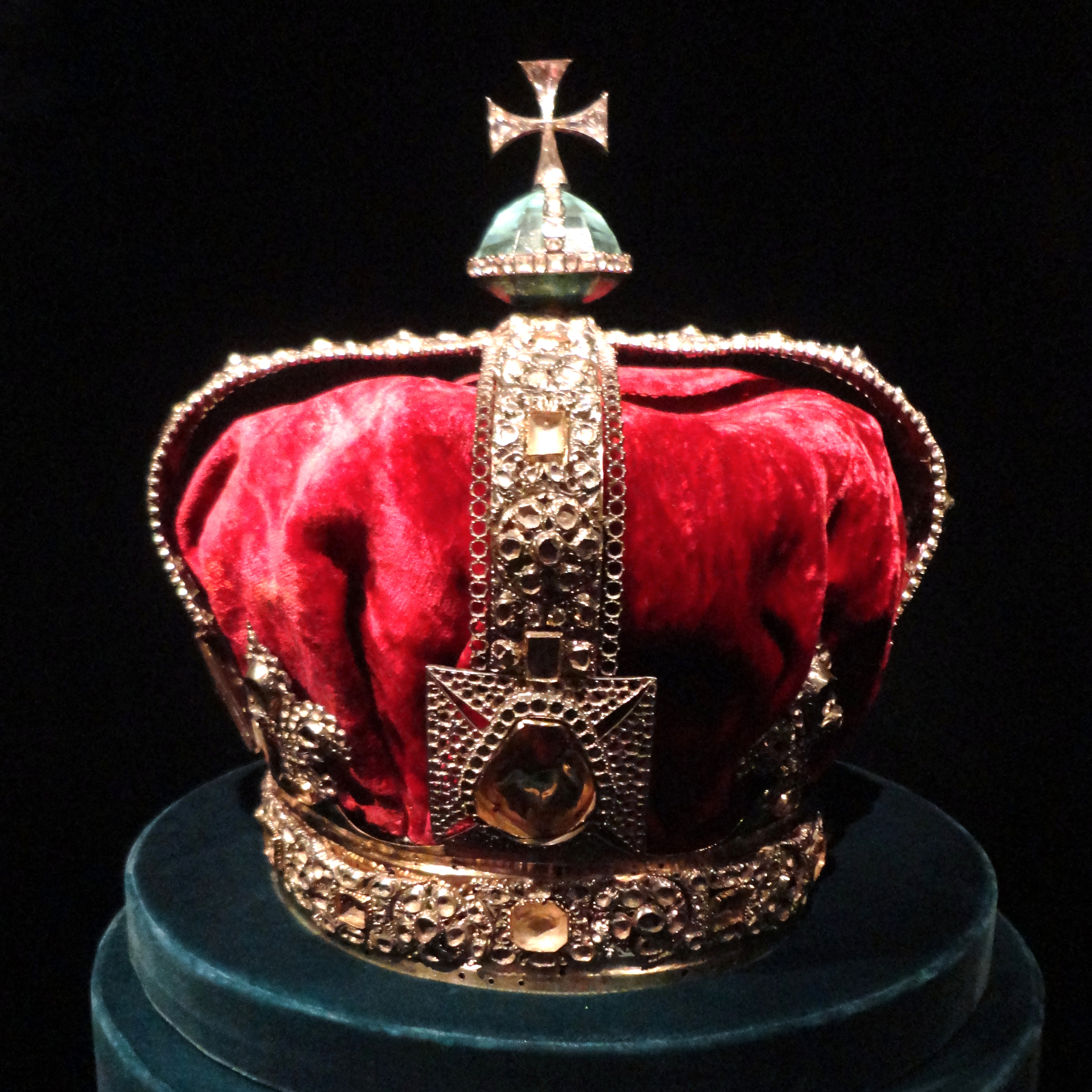
Corona di Giorgio I

La corona di Giorgio I è una corona realizzata per il re Giorgio I di Gran Bretagna.
Quando Giorgio I divenne re, nel 1714, decise di sostituire la corona precedente, ossia quella creata per il re Carlo II d'Inghilterra nel 1660, con una nuova corona, poiché quella vecchia era stata giudicata fragile ed in cattivo stato di conservazione. Gran parte del ornamenti vennero smontati e trasferiti sulla nuova corona.
La nuova corona di Giorgio I è composta da quattro archetti che partono da un circolo d'oro, uniti alla sommità da un globo ed una croce. Nel 1727 il vetro e le pietre sono state rimosse e sostituite con diamanti per un valore di 109.200 sterline.
Nella versione diamantata la corona è stata utilizzata per l'incoronazione del re Giorgio II di Gran Bretagna. La corona è stata utilizzata successivamente per le incoronazioni dei re Giorgio III, Giorgio IV e Guglielmo IV. Nel 1820, poiché iniziava a mostrare segni di usura, la corona ha subito un secondo restauro che ha compreso la sostituzione delle acquemarine. Dopo il restauro è stata utilizzata per l'incoronazione Guglielmo IV del Regno Unito nel 1831.
Nel 1838 la regina regina Vittoria sostituì la corona di Giorgio I con una nuova corona, riutilizzando molte delle sue pietre preziose. La struttura, vuota e abbandonata, venne poi venduta dai gioiellieri di corte. Tuttavia la struttura vuota è stata nuovamente donata alla regina Elisabetta II nel 1995.